# Arab (Alabama)
Arab é uma cidade localizada no estado americano do Alabama, no Condado de Cullman e Condado de Marshall.

## Demografia
Segundo o censo americano de 2000, a sua população era de 7174 habitantes.
Em 2006, foi estimada uma população de 7632, um aumento de 458 (6.4%).

## Geografia
De acordo com o United States Census Bureau, a localidade tem uma área de 33,3 km², dos quais 33,1 km² cobertos por terra e 0,2 km² cobertos por água. Arab localiza-se a aproximadamente 192 m acima do nível do mar.

## Localidades na vizinhança
O diagrama seguinte representa as localidades num raio de 24 km ao redor de Arab.